# Лубово (Західнопоморське воєводство)
Лубово (пол. Łubowo) — село в Польщі, у гміні Борне-Суліново Щецинецького повіту Західнопоморського воєводства.
Населення — 1075 осіб (2011).

## Демографія
Демографічна структура станом на 31 березня 2011 року:
|          | Загалом | Допрацездатний вік | Працездатний вік | Постпрацездатний вік |
| -------- | ------- | ------------------ | ---------------- | -------------------- |
| Чоловіки | 532     | 101                | 376              | 55                   |
| Жінки    | 543     | 98                 | 334              | 111                  |
| Разом    | 1075    | 199                | 710              | 166                  |